# Різдвяна історія (фільм, 2009)
«Різдвя́на істо́рія» (англ. «A Christmas Carol») — багаторівневий і емоційний пригодницький фільм Роберта Земекіса, що з'явився в 2009 році; екранізація традиційної різдвяної повісті Чарлза Діккенса. В оригіналі актори Джим Керрі та Гері Олдмен озвучували в «Різвдяній історії» по декілька персонажів. Прем'єра в Україні — 31 грудня 2009 року; у прокаті: 74 фільмокопії, усі з дубляжем українською мовою.

## Сюжет
Традиційною різдвяною історією, яку в англомовному світі переказують щороку під Різдво, став твір Чарльза Діккенса «Різдвяна пісня в прозі, або різдвяне оповідання з привидами» (англ. «A Christmas Carol»): сюжет його у світовому кінематографі використовувався неодноразово, — а в Україні уперше з'явився на екранах під назвою «Різдвяна історія» одночасно в чотирьох жанрах: анімація, драма, сімейний, фентезі.
Головний герой — лихвар Ебенезер Скрудж, для якого єдиною цінністю у житті є гроші: не дозволяючи собі скніти, він важко і сумлінно працює щодня.
Настає Різдво. У Ебенезера просять коляди-пожертви для бідних, та Скрудж відмовляється допомагати ближнім: говорить, що для убогих існують спеціальні установи на кшталт тюрем, а якщо хтось і помре з голоду й холоду, то це тільки на краще, бо зайвим ротом стане менше.
Ебенезер суворо ставиться до свого помічника Боба Кретчіта і незадоволений тим, що змушений відпускати його додому на Різдво. Скрудж черствий до тих, хто його оточує, не помічає, що Кретчіт отримує малу платню за свою працю і грошей не вистачає для того, щоб прогодувати його родину, вилікувати  Крихітку Тіма, який кульгає. Також Скрудж не розуміє свого племінника Фреда, що, замість важкої праці, одружився за покликом серця.
Ебенезер відмовляється святкувати Різдво, каже, що якби його воля, всіх, хто зичить іншому щасливого Різдва, вбивали б.
Коли Скрудж повернувся додому, до нього з'являється привид товариша Джейкоба Марлі, співробітника, який помер 7 років тому і котрий за ці 7 років не зміг знайти собі спокою. Він шкодує, що за життя збирав собі гроші, а не допомагав бідним, злиденним. Привид хоче допомогти Скруджеві, тому каже, що того відвідають три духи Різдва, які по черзі відкриють йому очі на його минуле, сучасне і майбутнє.
Перший — Дух Минулого Різдва — переносить Скруджа в його дитинство, коли той був добрим хлопцем, дбав про свою сестру. Далі — його юнацтво, перше кохання. Та з часом Ебенезер змінився: подорослішавши, він відмовляється від коханої дівчини Белл: для нього головне — гроші, а не почуття.
Другий — Дух Теперішнього Різдва — показує, як святкують Різдво люди, котрі оточують Ебенезера. Тут Скрудж дізнається, як живе його клерк Кретчіт, який навіть не може собі дозволити купити на Різдво традиційну індичку.
Племінник Скруджа Фред (син його коханої сестри, що померла) називає дядька віслюком, тому що той відмовився святкувати Різдво з ним.
І нарешті, третій — Дух Майбутнього Різдва — показує смерть самого Ебенезера. Скрудж розуміє, що після його смерті ніхто не згадає його добрим словом, адже за життя він був поганою людиною. Крихітка Тім також помер — це стало справжньою трагедією для всієї родини. Про доброго хлопчика його рідні будуть згадувати все життя, а після смерті Скруджа служниця забере його одяг — і все.
Ебенезер добре зрозумів те, що до нього хотіли донести три духи, — і благає дати йому другий шанс для виправлення становища. Він отримує цей шанс і відтоді Ебенезер Скрудж займається тільки добрими справами: він купив найбільшу індичку клеркові й підвищив йому платню, вилікував Крихітку Тіма, помирився з племінником.

## Акторський склад
- Джим Керрі:
  - Ебенезер Скрудж
  - Дух Минулого Різдва
  - Дух Нинішнього Різдва
  - Дух Майбутнього Різдва
- Гері Олдмен:
  - Джейкоб Марлі — співробітник Скруджа, що помер 7 років тому
  - Боб Кретчіт — клерк
  - Тім — молодший син Кретчіта
- Колін Ферт:
  - Фред — племінник Скруджа
- Робін Райт:
  - Бель — наречена Скруджа
  - Фен — молодша сестра Скруджа
- Боб Госкінс:
  - Найджел Фезівіг
- Кері Елвес:
  - Дік Вілкінс
  - божевільний скрипаль
  - високий джентльмен
- Фіоннула Фленаґан:
  - місіс Ділбер
- Деріл Сабара:
  - Пітер Кретчіт
  - помічник гробаря
  - хлопчик-жебрак
- Семмі Ханратті:
  - дівчина-розбійниця

## Український дубляж
Фільм дубльовано на студії «Le Doyen» на замовлення «Disney Character Voices International» у 2009 році.
- Режисер дубляжу: Анна Пащенко
- Переклад тексту та пісень: Роман Дяченко
- Пісню «Adeste Fideles» виконує Віталій Косінський
- Музичний керівник: Олена Кудрявцева
- Творчий консультант: Aleksandra Sadowska
- Мікс-студія: Shepperton International

Ролі дублювали:
- Валерій Шептекіта — Ебенізер Скрудж
- Анатолій Пашнін — Боб Кретчіт
- Павло Костіцин — Фред
- Віталій Дорошенко — Марлі
- Андрій Самінін — Дух Минулого Різдва
- Євген Шах — Феззівіґ
- Ліліана Ребрик — Бель
- Олександр Ігнатуша — Дух Нинішнього Різдва
- Валерій Легін — Джо

А також: Леся Липчук, Ірина Дорошенко, Олександр Бондаренко, Юрій Кудрявець, Ігор Рода, Світлана Шекера, Денис Капустін, Тарас Нестеренко, Поліна Капустіна, Владислав Чумак та інші.
Хор колядників: Тетяна Кудінова, Оксана Нікітюк, Олександр Білошапка, Дмитро Кравченко, Ганна Кудрявцева, Ганна Голосніченко, Наталя Кібукевич, Іван Вабіщевич

## РоботаДжима Керріу фільмі
У «Різдвяній історії» Джим Керрі проявив себе як різноплановий актор: він утілив у життя головного героя — Ебенезера Скруджа — у чотирьох вікових межах, а також зіграв трьох духів. Під час роботи він користувався англійським, ірландським акцентами.
Загалом, процес зйомки фільму Керрі назвав захопливим, оскільки фільм створювався не завдяки декораціям, зовнішнім чинникам, а виключно в головах акторів.

## Критика
Фільм не був сприйнятий однозначно. Наприклад, Роджер Еберт зауважив, що Земекіс використовує всі можливості мультфільму.
Загальний вигляд плівки виконано у дусі Чарлза Діккенса, а той «охоче перебільшував». Критик не впевнений щодо того, чи варто дивитися фільм дітям (не дарма існує вікове обмеження на перегляд «Різдвяної історії»).
Овен Глейберман назвав кінострічку «чудовою, зворушливою різдвяною іграшкою кіно». Проте також відзначив, що привид померлого товариша Скруджа лякав глядача.
Джої Неумаєр назвав нову спробу екранізації новели Діккенса доволі слабкою.
Більшість критиків схвально поставилися до того, як Земекіс зміг передати Лондон вікторіанської епохи.

## Саундтрек
Музичні композиції до фільму написав відомий композитор Алан Сільвестрі («Полярний експрес»). Пісні до стрічки написав Глен Баллард. Альбом був виданий в 2009 році і складається з 18 мелодій.
| #   | Назва                                                                                 | Тривалість |
| --- | ------------------------------------------------------------------------------------- | ---------- |
| 1.  | «Різдвяна колядка (головна тема)/ A Christmas Carol (Main Title)»                     | (4:21)     |
| 2.  | «Скрудж рахує гроші / Scrooge Counts Money»                                           | (0:48)     |
| 3.  | «Привид Мерлі відвідує Скруджа / Marley's Ghost Visits Scrooge»                       | (6:12)     |
| 4.  | «Привид минулого Різдва / The Ghost Of Christmas Past»                                | (5:00)     |
| 5.  | «Давайте побачимо інше Різдво / Let Us See Another Christmas»                         | (1:18)     |
| 6.  | «Політ до Феззівігу / Flight To Fezziwigs»                                            | (1:28)     |
| 7.  | «Перший вальс / First Waltz»                                                          | (1:00)     |
| 8.  | «Another Idol Has Replaced Me»                                                        | (1:40)     |
| 9.  | «Торкнися моєї одежі /Touch My Robe»                                                  | (3:41)     |
| 10. | «Вежа з годинником /The Clock Tower»                                                  | (1:50)     |
| 11. | «Переслідування карети /Carriage Chase»                                               | (3:24)     |
| 12. | «Старий Джо та містер Ділбер / Old Joe And Mrs. Dilber»                               | (2:28)     |
| 13. | «Темна кімната/ This Dark Chamber»                                                    | (1:56)     |
| 14. | «Ніхто з нас ніколи не забуде / None Of Us Will Ever Forget»                          | (1:33)     |
| 15. | «Хто був тим мертвецем? / Who Was That Lying Dead?»                                   | (3:09)     |
| 16. | «Я досі тут / I'm Still Here»                                                         | (1:27)     |
| 17. | «Ride On My Good Man»                                                                 | (1:04)     |
| 18. | «Благословить нас усіх Господь / God Bless Us Everyone (performed by Andrea Bocelli)» | (3:15)     |

## Джерело
- Саундтреки до фільму
- Український сайт про фільм
- «A Christmas Carol» на IMDb